# Établissement public du palais de justice de Paris
L'Établissement public du palais de justice de Paris (EPPJP) est un établissement public administratif créé le 18 février 2004 et dissous le 27 décembre 2018 afin de concevoir et de réaliser le Tribunal de Paris, nouveau palais de justice parisien inauguré le 16 avril 2018.

## Histoire
Créé selon la volonté de Jacques Chirac, alors président de la République, par le décret no 2004-161 du 18 février 2004 et régi par le décret no 2010-43 du 12 janvier 2010, l'Établissement public du palais de justice de Paris est placé sous la tutelle du ministère de la Justice. Les moyens de son fonctionnement et son personnel sont fournis par l'Agence publique pour l'immobilier de la justice.
Le Tribunal de Paris ayant été inauguré le 16 avril 2018, l'EPPJP est dissous par le décret no 2018-1281 du 27 décembre 2018 comme le prévoyait le décret de 2010 (« l'établissement public sera dissous dans un délai maximum de deux ans après l'achèvement du projet objet de sa mission dans un délai maximum de deux ans après l'achèvement du projet objet de sa mission »). Ses biens, droits et obligations sont alors transférés à l'Agence publique pour l'immobilier de la justice.

## Organisation
L'Établissement public du palais de justice de Paris était dirigé par Marie-Luce Bousseton, nommée directrice générale le 1er février 2015.